# Antonio Cantano Palma
Antonio Cantano Palma (Loja, Granada, 1927 — Lleida, el Segrià, 2013) fou un obrer de la construcció i activista sindical.

## Biografia
El 1956 es traslladà de Granada al Pirineu lleidatà per treballar en la construcció dels embassaments de l'Empresa Nacional Hidroelèctrica de la Ribagorçana, fins que a principis dels anys seixanta es va instal·lar a Lleida, juntament amb la seva esposa Natividad Redondo López, on treballà com a obrer de la construcció. Allí, Cantano va iniciar la seva trajectòria antifranquista en les reunions d'aire sindical de la Germandat Obrera d'Acció Catòlica, fins al punt d'implicar-se en la fundació de les CCOO de Lleida el 1967, i començà a militar al PSUC l'any següent. Des d'aquesta posició fou escollit enllaç sindical, participant en diversos conflictes laborals en les empreses Fomento de Obras y Construcciones (1970) i Cubiertas y Tejados (1975), fet que li costà ser inclòs en llistes negres de sindicalistes a qui l'empresariat es negava a contractar.
El 1971 va assistir a la constitució de l'Assemblea de Catalunya i el febrer de l'any següent participà en la fundació de l'Assemblea de les Terres de Lleida. L'octubre de 1973 va ser detingut a l'església de Santa Maria Mitjancera de Barcelona en l'anomenada caiguda dels 113, acusat de formar part de la Comissió Permanent de l'Assemblea de Catalunya. Durant la transició fou regidor de l'Ajuntament de Lleida pel PSUC entre 1979 i 1983.
L'any 2016, després que l'alcalde de Lleida, Àngel Ros, manifestés l'interès de la Paeria de dedicar un carrer de la ciutat a Antonio Cantano, la seva família s'hi va negar argumentant que el seu nom no formaria part del nomenclàtor fins que no es retiressin els noms de tots els franquistes.